# Lalo Malcolm
Lalo Malcolm, cuyo nombre verdadero era Eduardo Malcolm, fue un actor de cine, teatro y televisión que nació en Buenos Aires, Argentina el 13 de julio de 1903 y falleció en la misma ciudad el 13 de mayo de 1970. En 1940 dobló la voz de un cochero en la película estadounidense de dibujos animados Pinocho.
En 1941 intervino en la revista musical producida por Francisco Canaro, La historia del tango de Ivo Pelay representada en el Teatro Nacional.
También se desempeñó como asistente del director Luis José Moglia Barth, incluso él fue el responsable de presentarle a Luis Sandrini para que lo dirigiera en la película ¡Tango! en 1933.

## Filmografía
- Aquellos años locos  (1971)
- El extraño del pelo largo  (1970)
- ¡Qué noche de casamiento!  (1969)
- Aventura en Hong Kong (1969)
- Somos novios  (1969)
- Deliciosamente amoral  (1969)
- La cama  (1968)
- La casa de Madame Lulú  (1968)
- Coche cama alojamiento  (1968)
- La cigarra está que arde  (1967)
- Escándalo en la familia  (1967)
- Las locas del conventillo (1966)
- Canuto Cañete, detective privado  (1965) .... Romanelli
- Convención de vagabundos  (1965)
- Canuto Cañete, conscripto del 7  (1963)
- El campeón soy yo  (1960)
- Mi esqueleto  (1959)
- El hombre que hizo el milagro  (1958)
- Amor a primera vista  (1956)
- Estrellas de Buenos Aires  (1956)
- Para vestir santos  (1955)
- Cuando los duendes cazan perdices  (1955)
- Desalmados en pena  (1954)
- El cura Lorenzo  (1954)
- La casa grande  (1953)
- Sala de guardia  (1952)
- La culpa la tuvo el otro  (1950) .... Arturo
- Buenos Aires a la vista  (1950)
- Alma de bohemio  (1949)
- Revancha  (1948)
- Mi novia es un fantasma  (1944)
- Cándida, la mujer del año  (1943)
- El pijama de Adán  (1942)
- Peluquería de señoras  (1941)
- Flecha de oro  (1940)
- La mujer y el jockey  (1939)
- El grito de la juventud  (1939)
- Senderos de fe  (1938)
- Maestro Levita  (1938)
- ¡Segundos afuera!  (1937)
- El pobre Pérez  (1937)
- El caballo del pueblo  (1935)  .... Maleante
- La barra mendocina (1935)

## Televisión
- Arsenio Lupin  (1961) miniserie.

## Teatro
- Los maridos engañan de 7 a 9, con la Compañía Gloria Guzmán- Juan Carlos Thorry- Analía Gadé.
- 1945: La futura presidencia: El pueblo quiere saber de lo que se trata con Margarita Padín, Alberto Castillo, Adolfo Stray, Gogó Andreu, Vicente Forastieri, Ramón Garay, Nelly Prince, Alberto Dalbés y Antonio De Bassi.